# 科洛·图雷
科洛·图雷（Kolo Abib Touré，1981年3月19日—），退役科特迪瓦職業足球員，司職後衛，曾效力英超球隊阿仙奴、曼城及利物浦。他的弟弟耶耶·托尼同樣為職業球員，現職英超球隊曼城的助理教練。
托尼是個自律、專注的球員，在曼城和科特迪瓦國家足球隊都備受尊敬，可以稱得上非洲的頭牌後衛，表現穩定、全能。他起初是前鋒、翼鋒，後來轉打防守中場，最後轉任後衛。他最先司職右後衛，而在中後衛位置上成名。

## 生平
科洛·图雷乃阿森纳一手從非洲國家科特迪瓦帶過來。帶過去英國時，图雷只有21歲，並於2000年獲得首次出戰國家隊資格。雲加僅用15萬英鎊就將他簽下，讓雲加更加得意的是，年輕的托尼當時已經是科特迪瓦的老國腳，因此他不費吹灰之力就拿到了勞工證，成為了阿仙奴中的一員。
正因為如此，托尼親歷了阿仙奴當年不敗神話奪冠的奇跡，而他的其他隊友基本都告別了足壇。作為後衛的图雷乃球會速度數一數二的球員，雖然他最擅長的是後防中路，但由於阿森纳向來都兵源不足，图雷往往都要擔任右路以至左路後防位置。
图雷在效力阿森纳期間，曾於2003-04年球季贏得英超聯賽冠軍，當屆還創下三十八場聯賽不敗成績，與索爾·坎貝爾一起成為英超最佳後防組合之一。
蘇甘保的離去，意味图雷正式為阿森纳後防核心人物，與加拿斯組成新的防守後防組合。图雷擁有不俗的得分能力，頭槌威力更是其中一個殺著。在前阿森纳隊長亨利離隊後，图雷的後防拍檔加拿斯成為新任隊長，图雷则成為隊中的副隊長。
2009年7月29日，高路·托尼通過體測正式加盟曼城，轉會費據報為1,200萬英鎊，簽約四年。在阿仙奴度過8個球季後，托尼已成長為英超最佳中後衛之一，身價上漲近100倍，而且他在新球隊戴上了隊長袖標。
在國家隊，托尼一直是科特迪瓦的後防正選，於2006年帮助科特迪瓦国家队贏得非洲國家杯亞軍。
2013年4月24日，高路·托尼椄受英國天空廣播體育新聞採訪時透露，他與曼城所簽合約即將到期，而球會並無聯絡安排續簽新合約所以他將於球季結束後離開球會，他首選繼續留於英格蘭球會。
2013年5月28日，英超利物浦宣佈高路·托尼將於7月1日正式加盟，並成為球會首位科特迪瓦球員。
2015年2月8日，高路·托尼協助科特迪瓦國家足球隊贏得2015年非洲國家盃，其後他宣佈退出國家隊。。

## 榮譽
ASEC米莫薩
- 科特迪瓦足球甲級聯賽 冠軍：2001年、2002年

阿仙奴
- 英格蘭超級足球聯賽 冠軍：2003/04年；亞軍：2002/03年、2004/05年
- 英格兰足总杯 冠軍：2003年、2005年
- 英格蘭社區盾 冠軍: 2002年、2004年；亞軍：2003年、2005年
- 歐洲聯賽冠軍盃 亞軍：2005/06年
- 聯賽盃 亞軍：2007年
- 英格蘭社區盾 亞軍：2003年、2005年

國家隊
- 2015年非洲國家盃 冠軍

## 外部連結
- 足球数据库：高路·托尼的球员统计数据